# Eulers identitet

Genom att börja vid e^{0} = 1 och färdas hastigheten i relativt sin position under tidslängden π och addera 1 hamnar man vid 0.

Inom matematisk analys är Eulers identitet, namngiven efter Leonhard Euler, ekvationen:
{\displaystyle \mathrm {e} ^{\mathrm {i} \pi }+1=0,\,\!}
alternativt
{\displaystyle \mathrm {e} ^{\mathrm {i} \pi }=-1,\,\!}
där e är Eulers tal, basen för den naturliga logaritmen, i är den imaginära enheten och π är talet pi.
Eulers identitet kallas även för Eulers ekvation, men är inte detsamma som Eulers formel. Eulers identitet är ett specialfall av hans formel.